# Премія «Локус» за найкращу підліткову книгу
Премія «Локус» за найкращу підліткову книгу (англ. Locus Award for Best Young Adult Book) — літературна премія в галузі фантастики, яку присуджує журналом «Локус» з 2003 року за книги для підлітків, опубліковані в попередньому календарному році. Переможця обирають за підсумками голосування читачів журналу.
Інколи — премія «Локус» за найкращий підлітковий роман (англ. Locus Award for Best Young Adult Novel).

## Лауреати та номінанти премії
| Переможці виділені окремим кольором. |

### 2000-ні
| Рік  | Фотографія лауреата                                         | Лауреати та номінанти                         | Назва твору українською мовою                   | Назва роману мовою оригіналу         | Переклад українською | Видавництво              |
| ---- | ----------------------------------------------------------- | --------------------------------------------- | ----------------------------------------------- | ------------------------------------ | -------------------- | ------------------------ |
| 2003 |                                                             | Ніл Ґеймен                                    | «Кораліна»                                      | «Coraline»                           | «Кораліна»           | КМ-Букс                  |
| 2003 | Клайв Баркер                                                | «Абарат»                                      | «Abarat»                                        | —                                    |                      |                          |
| 2003 | Майкл Шабон                                                 | «Літозем'я»                                   | «Summerland»                                    | —                                    |                      |                          |
| 2003 | Діана Дуейн                                                 | «Самотній чарівник»                           | «A Wizard Alone»                                | —                                    |                      |                          |
| 2003 | Ненсі Фармер                                                | «Будинок скорпіона»                           | «The House of the Scorpion»                     | —                                    |                      |                          |
| 2003 | Корнелія Функе                                              | «Володар над злодіями»                        | «The Thief Lord»                                | —                                    |                      |                          |
| 2003 | Тамора Пірс                                                 | «Пані лицар»                                  | «Lady Knight»                                   | —                                    |                      |                          |
| 2003 | Ізабель Альєнде                                             | «Місто звірів»                                | «City of the Beasts»                            | —                                    |                      |                          |
| 2003 | Шон Вільямс                                                 | «Ткач шторму та пісок»                        | «The Storm Weaver and the Sand»                 | —                                    |                      |                          |
| 2003 | М. Т. Андерсон                                              | «Канал»                                       | «Feed»                                          | —                                    |                      |                          |
| 2003 | Номінації, що не потрапили до скороченого списку номінантів |                                               |                                                 |                                      |                      |                          |
| 2003 | Ґвінет Джоунз                                               | «Острів доктора Френкліна»                    | «Dr. Franklin's Island»                         | —                                    |                      |                          |
| 2003 | Вільям Ніколсон                                             | «Вогняна пісня»                               | «Firesong»                                      | —                                    |                      |                          |
| 2003 | Мері Гоффман                                                | «Місто масок»                                 | «City of Masks»                                 | —                                    |                      |                          |
| 2004 |                                                             | Террі Пратчетт                                | «Маленький вільний народець»                    | «The Wee Free Men»                   | «Вільні малолюдці»   | Видавництво Старого Лева |
| 2004 | Гарт Нікс                                                   | «Абхорсен»                                    | «Abhorsen»                                      | —                                    |                      |                          |
| 2004 | Діана Вінн Джонс                                            | «Змова Мерліна»                               | «The Merlin Conspiracy»                         | —                                    |                      |                          |
| 2004 | Еллен Детлов, Террі Віндлін (редактори)                     | «Сестричка-лебідь: Переказані казки»          | «Swan Sister: Fairy Tales Retold»               | —                                    |                      |                          |
| 2004 | Ніна Кірікі Гоффман                                         | «Ворушіння кісток»                            | «A Stir of Bones»                               | —                                    |                      |                          |
| 2004 | Корнелія Функе                                              | «Чорнильне серце»                             | «Inkheart»                                      | «Чорнильне серце»                    | Видавництво «Теза»   |                          |
| 2004 | Тамора Пірс                                                 | «Вибір обманщика»                             | «Trickster's Choice»                            | —                                    |                      |                          |
| 2004 | Джоан Айкен                                                 | «Соловій середньозим'я»                       | «Midwinter Nightingale»                         | —                                    |                      |                          |
| 2004 | Джонатан Страуд                                             | «Амулет Самарканда»                           | «The Amulet of Samarkand»                       | «Амулет Самарканда»                  | А-ба-ба-га-ла-ма-га  |                          |
| 2004 | Шерін Новембер (редактор)                                   | «Жар-птиці»                                   | «Firebirds»                                     | —                                    |                      |                          |
| 2004 | Патрік Нільсен Гейден (редактор)                            | «Нові небеса»                                 | «New Skies»                                     | —                                    |                      |                          |
| 2004 | Джоан Роулінг                                               | «Гаррі Поттер і Орден Фенікса»                | «Harry Potter and the Order of the Phoenix»     | «Гаррі Поттер і Орден Фенікса»       | А-ба-ба-га-ла-ма-га  |                          |
| 2004 | Філіп Рів                                                   | «Золото хижака»                               | «Predator's Gold»                               | —                                    |                      |                          |
| 2004 | Пітер Дікінсон                                              | «Сльози саламандри»                           | «The Tears of the Salamander»                   | —                                    |                      |                          |
| 2004 | Мері Гоффман                                                | «Місто зірок»                                 | «City of Stars»                                 | —                                    |                      |                          |
| 2005 |                                                             | Террі Пратчетт                                | «Капелюх, повний неба»                          | «A Hat Full of Sky»                  | —                    |                          |
| 2005 | Урсула Ле Гуїн                                              | «Подарунки»                                   | «Gifts»                                         | —                                    |                      |                          |
| 2005 | Террі Віндлін, Еллен Детлов (редактори)                     | «Колесо фей: Казки з Сутінкового королівства» | «The Faery Reel: Tales from the Twilight Realm» | —                                    |                      |                          |
| 2005 | Чарльз де Лінт                                              | «Синя дівчина»                                | «The Blue Girl»                                 | —                                    |                      |                          |
| 2005 | Клайв Баркер                                                |                                               | «Days of Magic, Nights of War»                  | —                                    |                      |                          |
| 2005 | Патрік Нільсен Гейден (редактор)                            | «Нова магія»                                  | «New Magics»                                    | —                                    |                      |                          |
| 2005 | Ненсі Фармер                                                | «Море тролів»                                 | «The Sea of Trolls»                             | —                                    |                      |                          |
| 2005 | Джонатан Страуд                                             | «Око ґолема»                                  | «The Golem's Eye»                               | «Око ґолема»                         | А-ба-ба-га-ла-ма-га  |                          |
| 2005 | Гарт Нікс                                                   | «Зловісний вівторок»                          | «Grim Tuesday»                                  | —                                    |                      |                          |
| 2005 | Даєна Вінн Джоунз                                           | «Несподівана магія: збірка оповідань»         | «Unexpected Magic: Collected Stories»           | —                                    |                      |                          |
| 2005 | Скотт Вестерфельд                                           | «Таємна година»                               | «The Secret Hour»                               | —                                    |                      |                          |
| 2005 | Ізабель Альєнде                                             | «Царство золотого дракона»                    | «Kingdom of the Golden Dragon»                  | —                                    |                      |                          |
| 2005 | Кеннет Оппел                                                | «Повітрянароджений»                           | «Airborn»                                       | —                                    |                      |                          |
| 2005 | Дебора Ноєс (редактор)                                      | «Готика! Десять незвичайних темних казок»     | «Gothic! Ten Original Dark Tales»               | —                                    |                      |                          |
| 2005 | Н. М. Браун                                                 | «Василіск»                                    | «Basilisk»                                      | —                                    |                      |                          |
| 2006 |                                                             | Джейн Йолен, Адам Стемпл                      | «Заплатити дударю»                              | «Pay the Piper»                      | —                    |                          |
| 2006 | Керол Емшвіллер                                             | «Містер Бутс»                                 | «Mister Boots»                                  | —                                    |                      |                          |
| 2006 | Корнелія Функе                                              | «Чорнильна кров»                              | «Inkspell»                                      | «Чорнильна кров»                     | Видавництво «Теза»   |                          |
| 2006 | Голлі Блек                                                  | «Відважна: Сучасна історія фейрі»             | «Valiant»                                       | —                                    |                      |                          |
| 2006 | Скотт Вестерфельд                                           | «Проблиски»                                   | «Peeps»                                         | —                                    |                      |                          |
| 2006 | Джонатан Страуд                                             | «Бартімеус: Брама Птолемея»                   | «Ptolemy's Gate»                                | «Бартімеус: Брама Птолемея»          | А-ба-ба-га-ла-ма-га  |                          |
| 2006 | Діана Вінн Джонс                                            | «Доля Конрада»                                | «Conrad's Fate»                                 | —                                    |                      |                          |
| 2006 | Грем Джойс                                                  | «TWOC»                                        | «TWOC»                                          | —                                    |                      |                          |
| 2006 | Скотт Вестерфельд                                           | «Торкаючись темряви»                          | «Touching Darkness»                             | —                                    |                      |                          |
| 2006 | Кеннет Оппел                                                | «Небесний порушник»                           | «Skybreaker»                                    | —                                    |                      |                          |
| 2006 | Мері Гоффман                                                | «Місто квітів»                                | «City of Flowers»                               | —                                    |                      |                          |
| 2006 | Джоан Роулінг                                               | «Гаррі Поттер і напівкровний Принц»           | «Harry Potter and the Half-Blood Prince»        | —                                    |                      |                          |
| 2006 | Кай Майер                                                   | «Квітуча королева»                            | «The Flowering Queen»                           | —                                    |                      |                          |
| 2006 | Кріс Кратчер                                                | «Пагорб для катання на санях»                 | «The Sledding Hill»                             | —                                    |                      |                          |
| 2007 |                                                             | Террі Пратчетт                                | «Зимових справ майстер»                         | «Wintersmith»                        | —                    |                          |
| 2007 | Урсула Ле Гуїн                                              | «Голоси»                                      | «Voices»                                        | —                                    |                      |                          |
| 2007 | Жюстін Ларбалестьє                                          | «Уроки чаклунства»                            | «Magic Lessons»                                 | —                                    |                      |                          |
| 2007 | Ніна Кірікі Гоффман                                         | «Духи, що ходять у тіні»                      | «Spirits That Walk in Shadow»                   | —                                    |                      |                          |
| 2007 | Гарт Нікс                                                   | «Сер Четвер»                                  | «Sir Thursday»                                  | —                                    |                      |                          |
| 2007 | Даєна Вінн Джоунз                                           | «Яйце Пінхо»                                  | «The Pinhoe Egg»                                | —                                    |                      |                          |
| 2007 | Скотт Вестерфельд                                           | «Особливі»                                    | «Specials»                                      | —                                    |                      |                          |
| 2007 | Грем Джойс                                                  | «Зроби цю моторошну річ»                      | «Do the Creepy Thing»                           | —                                    |                      |                          |
| 2007 | Філіп Рів                                                   | «Темна рівнина»                               | «A Darkling Plain»                              | —                                    |                      |                          |
| 2007 | Скотт Вестерфельд                                           | «Останні дні»                                 | «The Last Days»                                 | —                                    |                      |                          |
| 2007 | Скотт Вестерфельд                                           | «Синій полудень»                              | «Blue Noon»                                     | —                                    |                      |                          |
| 2008 |                                                             | Чайна М'євіль                                 | «Ан Лан Дан»                                    | «Un Lun Dun»                         | —                    |                          |
| 2008 | Урсула Ле Гуїн                                              | «Сили»                                        | «Powers»                                        | —                                    |                      |                          |
| 2008 | Стівен Бекстер                                              | «Дівчина — воднева бомба»                     | «The H-Bomb Girl»                               | —                                    |                      |                          |
| 2008 | Скотт Вестерфельд                                           | «Екстра»                                      | «Extras»                                        | —                                    |                      |                          |
| 2008 | Жюстін Ларбалестьє                                          | «Дитя магії»                                  | «Magic's Child»                                 | —                                    |                      |                          |
| 2008 | Голлі Блек                                                  | «Залізний край»                               | «Ironside»                                      | —                                    |                      |                          |
| 2008 | Ннеді Окорафор                                              | «Той, хто з тінями говорить»                  | «The Shadow Speaker»                            | —                                    |                      |                          |
| 2008 | Кетлін Дуї                                                  | «Жага шкіри»                                  | «Skin Hunger»                                   | —                                    |                      |                          |
| 2008 | Шеннон Гейл                                                 | «Книга тисячі днів»                           | «Book of a Thousand Days»                       | —                                    |                      |                          |
| 2008 | Френсіс Гардінґ                                             | «Сильна мідянка»                              | «Verdigris Deep»                                | —                                    |                      |                          |
| 2008 | Елізабет Нокс                                               | «Мрієтрус»                                    | «The Dream Quake»                               | —                                    |                      |                          |
| 2008 | Джоан Роулінг                                               | «Гаррі Поттер і смертельні реліквії»          | «Harry Potter and the Deathly Hallows»          | «Гаррі Поттер і смертельні реліквії» | А-ба-ба-га-ла-ма-га  |                          |
| 2009 |                                                             | Ніл Гейман                                    | «Книга цвинтаря»                                | «The Graveyard Book»                 | «Книга кладовища»    | КМ-Букс                  |
| 2009 | Корі Докторов                                               | «Менший брат»                                 | «Little Brother»                                | —                                    |                      |                          |
| 2009 | Джон Скальці                                                | «Розповідь Зої»                               | «Zoe's Tale»                                    | —                                    |                      |                          |
| 2009 | Террі Пратчетт                                              | «Нація»                                       | «Nation»                                        | ?                                    |                      |                          |
| 2009 | Марго Ланаган                                               | «Делікатні шматочки»                          | «Tender Morsels»                                | —                                    |                      |                          |
| 2009 | Жюстін Ларбалестьє                                          | «Як здихатись своєї феї»                      | «How to Ditch Your Fairy»                       | —                                    |                      |                          |
| 2009 | Робін Маккінлі                                              | «Келих»                                       | «Chalice»                                       | —                                    |                      |                          |
| 2009 | Ізабо С. Вілс                                               | «Виклик Флори»                                | «Flora's Dare»                                  | —                                    |                      |                          |
| 2009 | Сюзанна Коллінз                                             | «Голодні ігри»                                | «The Hunger Games»                              | «Голодні ігри»                       | Book Chef            |                          |
| 2009 | Кассандра Клер                                              | «Місто попелу»                                | «City of Ashes»                                 | «Місто попелу»                       |                      |                          |
| 2009 | Патрік Несс                                                 | «Ніж, який ніколи не відпускає»               | «The Knife of Never Letting Go»                 | «Ніж, якого не відпустиш»            | АССА                 |                          |
| 2009 | Елісон Гудмен                                               | «Еон: Відродження Драконоокого»               | «Eon: Dragoneye Reborn»                         | —                                    |                      |                          |
| 2009 | Мелісса Марр                                                | «Чорнильний обмін»                            | «Ink Exchange»                                  | —                                    |                      |                          |
| 2009 | Д. М. Корніш                                                | «Ліхтарник»                                   | «Lamplighter»                                   | —                                    |                      |                          |

### 2010-ті
| Рік  | Фотографія лауреата                                | Лауреати та номінанти                                         | Назва твору українською мовою                                        | Назва роману мовою оригіналу                                         | Переклад українською                                        | Видавництво             |
| ---- | -------------------------------------------------- | ------------------------------------------------------------- | -------------------------------------------------------------------- | -------------------------------------------------------------------- | ----------------------------------------------------------- | ----------------------- |
| 2010 |                                                    | Скотт Вестерфельд                                             | «Левіафан»                                                           | «Leviathan»                                                          | —                                                           |                         |
| 2010 | Кейдж Бейкер                                       | «Готель під піском»                                           | «The Hotel Under the Sand»                                           | —                                                                    |                                                             |                         |
| 2010 | Жюстін Ларбалестьє                                 | «Брехуха»                                                     | «Liar»                                                               | —                                                                    |                                                             |                         |
| 2010 | Сюзанна Коллінз                                    | «Приборкуюючи вогонь»                                         | «Catching Fire»                                                      | «У вогні», Полум’я займається                                        | КМ-БУКС, Book Chef                                          |                         |
| 2010 | Лібба Брей                                         | «Стаючи бичачим»                                              | «Going Bovine»                                                       | —                                                                    |                                                             |                         |
| 2010 | Джонатан Страуд                                    | «Герої долини»                                                | «Heroes of the Valley»                                               | —                                                                    |                                                             |                         |
| 2010 | Патрік Несс                                        | «Питання та відповідь»                                        | «The Ask and the Answer»                                             | —                                                                    |                                                             |                         |
| 2010 | Кетлін Дуї                                         | «Священні шрами»                                              | «Sacred Scars»                                                       | —                                                                    |                                                             |                         |
| 2010 | Френсіс Гардінґ                                    | «Острів Галлстрак»                                            | «Gullstruck Island»                                                  | —                                                                    |                                                             |                         |
| 2011 |                                                    | Паоло Бачигалупі                                              | «Той, хто ламає кораблі»                                             | «Ship Breaker»                                                       | —                                                           |                         |
| 2011 | Террі Пратчетт                                     | «Вберуся в колір ночі»                                        | «I Shall Wear Midnight»                                              | —                                                                    |                                                             |                         |
| 2011 | Сюзанна Коллінз                                    | «Переспівниця»                                                | «Mockingjay»                                                         | «Переспівниця»                                                       | Book Chef                                                   |                         |
| 2011 | Скотт Вестерфельд                                  | «Бегемот»                                                     | «Behemoth»                                                           | —                                                                    |                                                             |                         |
| 2011 | Діана Вінн Джонс                                   | «Чарівний вітраж»                                             | «Enchanted Glass»                                                    | —                                                                    |                                                             |                         |
| 2011 | Голлі Блек                                         | «Білий кіт»                                                   | «White Cat»                                                          | —                                                                    |                                                             |                         |
| 2011 | Орсон Скотт Кард                                   | «Той, хто знаходить шлях»                                     | «Pathfinder»                                                         | —                                                                    |                                                             |                         |
| 2011 | Ніна Кірікі Гоффман                                | «Пороги»                                                      | «Thresholds»                                                         | —                                                                    |                                                             |                         |
| 2011 | Кейт Мілфорд                                       | «Кісткотрус»                                                  | «The Boneshaker»                                                     | —                                                                    |                                                             |                         |
| 2011 | Гарт Нікс                                          | «Лорд Неділя»                                                 | «Lord Sunday»                                                        | —                                                                    |                                                             |                         |
| 2011 | Патрік Несс                                        | «Людські чудовиська»                                          | «Monsters of Men»                                                    | —                                                                    |                                                             |                         |
| 2011 | Грег ван Ікхаут                                    | «Дитина проти кальмара»                                       | «Kid Vs. Squid»                                                      | —                                                                    |                                                             |                         |
| 2011 | Д. М. Корніш                                       | «Фактотум»                                                    | «Factotum»                                                           | —                                                                    |                                                             |                         |
| 2011 | Філіп Рів                                          | «Крихта лихоманки»                                            | «Fever Crumb»                                                        | —                                                                    |                                                             |                         |
| 2012 |                                                    | Кетрінн Валенте                                               | «Дівчина, яка об'їздила чарівну країну у човні власного виробництва» | «The Girl Who Circumnavigated Fairyland in a Ship of Her Own Making» | —                                                           |                         |
| 2012 | Єн Макдональд                                      | «Той, хто веде літаки»                                        | «Planesrunner»                                                       | —                                                                    |                                                             |                         |
| 2012 | Ннеді Окорафор                                     | «Відьма Аката»                                                | «Akata Witch»                                                        | —                                                                    |                                                             |                         |
| 2012 | Скотт Вестерфельд                                  | «Голіаф»                                                      | «Goliath»                                                            | —                                                                    |                                                             |                         |
| 2012 | Ренсом Ріґґз                                       | «Дім дивних дітей»                                            | «Miss Peregrine's Home for Peculiar Children»                        | «Дім дивних дітей»                                                   | КМ-Букс                                                     |                         |
| 2012 | Делія Шерман                                       | «Лабіринт свободи»                                            | «The Freedom Maze»                                                   | —                                                                    |                                                             |                         |
| 2012 | Клайв Баркер                                       | «Абсолютна північ»                                            | «Absolute Midnight»                                                  | —                                                                    |                                                             |                         |
| 2012 | Лейні Тейлор                                       | «Донька диму й кісток»                                        | «Daughter of Smoke & Bone»                                           | —                                                                    |                                                             |                         |
| 2012 | Патрісія Ріді                                      | «Крізь Великий бар'єр»                                        | «Across the Great Barrier»                                           | —                                                                    |                                                             |                         |
| 2012 | Патрік Несс                                        | «Монстр кличе»                                                | «A Monster Calls»                                                    | —                                                                    |                                                             |                         |
| 2012 | Голлі Блек                                         | «Червона рукавичка»                                           | «Red Glove»                                                          | —                                                                    |                                                             |                         |
| 2012 | Тамора Пірс                                        | «Мастиф»                                                      | «Mastiff»                                                            | —                                                                    |                                                             |                         |
| 2012 | Джоан Слончевськи                                  | «Найвища межа»                                                | «The Highest Frontier»                                               | —                                                                    |                                                             |                         |
| 2012 | Мелінда Ло                                         | «Мисливиця»                                                   | «Huntress»                                                           | —                                                                    |                                                             |                         |
| 2012 | Лібба Брей                                         | «Королеви краси»                                              | «Beauty Queens»                                                      | —                                                                    |                                                             |                         |
| 2012 | Грег ван Ікхаут                                    | «Хлопчик у кінці світу»                                       | «The Boy at the End of the World»                                    | —                                                                    |                                                             |                         |
| 2012 | Бет Ревіс                                          | «Крізь Всесвіт»                                               | «Across the Universe»                                                | —                                                                    |                                                             |                         |
| 2012 | Філіп Рів                                          | «Місяць нотаріуса»                                            | «Scrivener's Moon»                                                   | —                                                                    |                                                             |                         |
| 2012 | Елісон Гудмен                                      | «Еона»                                                        | «Eona»                                                               | —                                                                    |                                                             |                         |
| 2013 |                                                    | Чайна М'євіль                                                 | «Рейки»                                                              | «Railsea»                                                            | —                                                           |                         |
| 2013 | Паоло Бачигалупі                                   | «Затоплені міста»                                             | «The Drowned Cities»                                                 | —                                                                    |                                                             |                         |
| 2013 | Кетрінн Валенте                                    | «Дівчина, яка впала під Чарівну країну та провела там бенкет» | «The Girl Who Fell Beneath Fairyland and Led the Revels There»       | —                                                                    |                                                             |                         |
| 2013 | Террі Пратчетт                                     | «Доджер»                                                      | «Dodger»                                                             | —                                                                    |                                                             |                         |
| 2013 | Корі Докторов                                      | «Піратський кінотеатр»                                        | «Pirate Cinema»                                                      | —                                                                    |                                                             |                         |
| 2013 | Єн Макдональд                                      | «Будь моїм ворогом»                                           | «Be My Enemy»                                                        | —                                                                    |                                                             |                         |
| 2013 | Марго Ланаган                                      | «Морські серця»                                               | «Sea Hearts»                                                         | —                                                                    |                                                             |                         |
| 2013 | Голлі Блек                                         | «Чорне серце»                                                 | «Black Heart»                                                        | —                                                                    |                                                             |                         |
| 2013 | Елізабет Генд                                      | «Променисті дні»                                              | «Radiant Days»                                                       | —                                                                    |                                                             |                         |
| 2013 | Аллен Стіл                                         | «Вигнанці Апполона»                                           | «Apollo's Outcasts»                                                  | —                                                                    |                                                             |                         |
| 2013 | Джеймс Блейлок                                     | «Хомутозуб»                                                   | «Zeuglodon»                                                          | —                                                                    |                                                             |                         |
| 2013 | Нало Гопкінсон                                     | «Хаос»                                                        | «The Chaos»                                                          | —                                                                    |                                                             |                         |
| 2013 | Крістін Кешор                                      | «Лазурова»                                                    | «Bitterblue»                                                         | —                                                                    |                                                             |                         |
| 2013 | Лібба Брей                                         | «Віщуни (роман)»                                              | «The Diviners»                                                       | —                                                                    |                                                             |                         |
| 2013 | Меггі Стівотер                                     | «Воронята»                                                    | «The Raven Boys»                                                     | —                                                                    |                                                             |                         |
| 2013 | Лейні Тейлор                                       | «Дні крові та світла зірок»                                   | «Days of Blood & Starlight»                                          | —                                                                    |                                                             |                         |
| 2013 | Френсіс Гардінґ                                    | «Обличчя як скло»                                             | «A Face Like Glass»                                                  | —                                                                    |                                                             |                         |
| 2013 | Рей Карсон                                         | «Корона з тліючого вугілля»                                   | «The Crown of Embers»                                                | —                                                                    |                                                             |                         |
| 2013 | Жюстін Ларбалестьє, Сара Різ Бреннан               | «Команда людей»                                               | «Team Human»                                                         | —                                                                    |                                                             |                         |
| 2013 | Лоїс Лоурі                                         | «Син»                                                         | «Son»                                                                | —                                                                    |                                                             |                         |
| 2013 | Дйевід Левітан                                     | «Кожен день»                                                  | «Every Day»                                                          | —                                                                    |                                                             |                         |
| 2014 |                                                    | Кетрінн Валенте                                               | «Дівчина, яка ширяла Чарівною країною та розрізала Місяць навпіл»    | «The Girl Who Soared Over Fairyland and Cut the Moon in Two»         | —                                                           |                         |
| 2014 | Голлі Блек                                         | «Найхолодніша дівчина у Холодному міста»                      | «The Coldest Girl in Coldtown»                                       | —                                                                    |                                                             |                         |
| 2014 | Корі Докторов                                      | «Батьківщина»                                                 | «Homeland»                                                           | —                                                                    |                                                             |                         |
| 2014 | Паоло Бачигалупі                                   | «Бейсбол зомбі»                                               | «Zombie Baseball Beatdown»                                           | —                                                                    |                                                             |                         |
| 2014 | Алая Доун Джонсон                                  | «Літній принц»                                                | «The Summer Prince»                                                  | —                                                                    |                                                             |                         |
| 2014 | Голлі Блек                                         | «Лялькові кістки»                                             | «Doll Bones»                                                         | —                                                                    |                                                             |                         |
| 2014 | Меггі Стівотер                                     | «Викрадачі снів»                                              | «The Dream Thieves»                                                  | —                                                                    |                                                             |                         |
| 2014 | Ґвенда Бонд                                        | «Пробуджені боги»                                             | «The Woken Gods»                                                     | —                                                                    |                                                             |                         |
| 2014 | Патрік Несс                                        | «Більше, ніж це»                                              | «More Than This»                                                     | —                                                                    |                                                             |                         |
| 2014 | Карен Хілі                                         | «Коли ми прокинемось»                                         | «When We Wake»                                                       | —                                                                    |                                                             |                         |
| 2014 | Ненсі Фармер                                       | «Лорд Опіуму»                                                 | «The Lord of Opium»                                                  | —                                                                    |                                                             |                         |
| 2014 | Елізабет Нокс                                      | «Смертельний вогонь»                                          | «Mortal Fire»                                                        | —                                                                    |                                                             |                         |
| 2014 | Беннетт Медісон                                    | «Вересневі дівчата»                                           | «September Girls»                                                    | —                                                                    |                                                             |                         |
| 2015 |                                                    | Джо Аберкромбі                                                | «Пів короля»                                                         | «Half a King»                                                        | «Пів короля»                                                | Nebo BookLab Publishing |
| 2015 | Паоло Бачигалупі                                   | «Фабрика сумнівів»                                            | «The Doubt Factory»                                                  | —                                                                    |                                                             |                         |
| 2015 | Єн Макдональд                                      | «Імператриця Сонця»                                           | «Empress of the Sun»                                                 | —                                                                    |                                                             |                         |
| 2015 | Гарт Нікс                                          | «Кларіель»                                                    | «Clariel»                                                            | —                                                                    |                                                             |                         |
| 2015 | Гейл Керріджер                                     | «Жилети та озброєння»                                         | «Waistcoats & Weaponry»                                              | —                                                                    |                                                             |                         |
| 2015 | Карл Шрьодер                                       | «Крокуючи в ногу»                                             | «Lockstep»                                                           | —                                                                    |                                                             |                         |
| 2015 | Стівен Ґулд                                        | «Ексо»                                                        | «Exo»                                                                | —                                                                    |                                                             |                         |
| 2015 | Еммі Ітяранта                                      | «Пам'ять води»                                                | «Memory of Water»                                                    | —                                                                    |                                                             |                         |
| 2015 | Ґвенда Бонд                                        | «Палаюча дівчина»                                             | «Girl on a Wire»                                                     | —                                                                    |                                                             |                         |
| 2015 | Меггі Стівотер                                     | «Синя лілія, лілова Блу»                                      | «Blue Lily, Lily Blue»                                               | —                                                                    |                                                             |                         |
| 2015 | Скотт Вестерфельд                                  | «Післясвіття»                                                 | «Afterworlds»                                                        | —                                                                    |                                                             |                         |
| 2015 | Лейні Тейлор                                       | «Сни богів та чудовиськ»                                      | «Dreams of Gods and Monsters»                                        | —                                                                    |                                                             |                         |
| 2015 | Алая Доун Джонсон                                  | «Кохання — це наркотик»                                       | «Love Is the Drug»                                                   | —                                                                    |                                                             |                         |
| 2015 | Френсіс Гардінґ                                    | «Пісня зозулі»                                                | «Cuckoo Song»                                                        | —                                                                    |                                                             |                         |
| 2015 | Рейчел Поллак                                      | «Той, хто їсть дітей»                                         | «The Child Eater»                                                    | —                                                                    |                                                             |                         |
| 2015 | Гвінет Джоунс                                      | «Дитина коника»                                               | «The Grasshopper's Child»                                            | —                                                                    |                                                             |                         |
| 2015 | Лі Бардуго                                         | «Крах та воскресіння»                                         | «Ruin and Rising»                                                    | —                                                                    |                                                             |                         |
| 2015 | Кейт Мілфорд                                       | «Будинок з зеленого скла»                                     | «Greenglass House»                                                   | —                                                                    |                                                             |                         |
| 2016 |                                                    | Террі Пратчетт                                                | «Корона пастуха»                                                     | «The Shepherd's Crown»                                               | —                                                           |                         |
| 2016 | Джо Аберкромбі                                     | «Пів війни»                                                   | «Half a War»                                                         | «Пів війни»                                                          | Nebo BookLab Publishing                                     |                         |
| 2016 | Джо Аберкромбі                                     | «Пів світу»                                                   | «Half the World»                                                     | «Пів світу»                                                          | Nebo BookLab Publishing                                     |                         |
| 2016 | Деніел Хосе Олдер                                  | «Той, хто формує тіні»                                        | «Shadowshaper»                                                       | —                                                                    |                                                             |                         |
| 2016 | Деріл регорі                                       | «Гаррісон у квадраті»                                         | «Harrison Squared»                                                   | —                                                                    |                                                             |                         |
| 2016 | Ноелль Стівенсон                                   | «Німона»                                                      | «Nimona»                                                             | —                                                                    |                                                             |                         |
| 2016 | Голлі Блек                                         | «Найтемніша частина лісу»                                     | «The Darkest Part of the Forest»                                     | —                                                                    |                                                             |                         |
| 2016 | Лі Бардуго                                         | «Шість круків»                                                | «Six of Crows»                                                       | «Шістка воронів»                                                     | КСД                                                         |                         |
| 2016 | Френсіс Гардінґ                                    | «Дерево брехні»                                               | «The Lie Tree»                                                       | —                                                                    |                                                             |                         |
| 2016 | Скотт Вестерфельд, Марго Ланаган, Дебора Б'янкотті | «Нулі»                                                        | «Zeroes»                                                             | —                                                                    |                                                             |                         |
| 2016 | Крістофер Баржак                                   | «Чудеса невидимого світу»                                     | «Wonders of the Invisible World»                                     | —                                                                    |                                                             |                         |
| 2016 | Марія Дагвана Хідлі                                | «Магонія»                                                     | «Magonia»                                                            | —                                                                    |                                                             |                         |
| 2016 | Філіп Рів                                          | «Рельсоголовий»                                               | «Railhead»                                                           | —                                                                    |                                                             |                         |
| 2016 | Лора Рубі                                          | «Кісткова прогалина»                                          | «Bone Gap»                                                           | —                                                                    |                                                             |                         |
| 2016 | Тім Претт                                          | «Темні ліси»                                                  | «The Deep Woods»                                                     | —                                                                    |                                                             |                         |
| 2016 | Шон Вільямс                                        | «Пуста дівчинка»                                              | «Hollowgirl»                                                         | —                                                                    |                                                             |                         |
| 2016 | Рейнбоу Равелл                                     | «Продовжуй»                                                   | «Carry On»                                                           | —                                                                    |                                                             |                         |
| 2016 | Лібба Брей                                         | «Лігво мрій»                                                  | «Lair of Dreams»                                                     | —                                                                    |                                                             |                         |
| 2016 | Нова Рен Сума                                      | «Стіни навколо нас»                                           | «The Walls Around Us»                                                | —                                                                    |                                                             |                         |
| 2017 |                                                    | Аластер Рейнолдс                                              | «Месник»                                                             | «Revenger»                                                           | —                                                           |                         |
| 2017 | Келлі Барнгілл                                     | «Дівчина, яка випила Місяць»                                  | «The Girl Who Drank the Moon»                                        | «Дівчина, яка випила Місяць»                                         | Vivat                                                       |                         |
| 2017 | Делія Шерман                                       | «Злий чарівник Смоллбон»                                      | «The Evil Wizard Smallbone»                                          | —                                                                    |                                                             |                         |
| 2017 | Лі Бардуго                                         | «Понуре королівство»                                          | «Crooked Kingdom»                                                    | —                                                                    |                                                             |                         |
| 2017 | Гарт Нікс                                          | «Золота рука»                                                 | «Goldenhand»                                                         | —                                                                    |                                                             |                         |
| 2017 | Кейт Елліотт                                       | «Отруйне лезо»                                                | «Poisoned Blade»                                                     | —                                                                    |                                                             |                         |
| 2017 | В. Е. Шваб                                         | «Пісня цього дикуна»                                          | «This Savage Song»                                                   | —                                                                    |                                                             |                         |
| 2017 | Ґвенда Бонд                                        | «Подвійний низ»                                               | «Double Down»                                                        | —                                                                    |                                                             |                         |
| 2017 | С'юзан Деннард                                     | «Справжня відьма»                                             | «Truthwitch»                                                         | —                                                                    |                                                             |                         |
| 2017 | Вілл Макінтош                                      | «Палаюча північ»                                              | «Burning Midnight»                                                   | —                                                                    |                                                             |                         |
| 2017 | Зораїда Кордова                                    | «Загублений лабіринт»                                         | «Labyrinth Lost»                                                     | —                                                                    |                                                             |                         |
| 2017 | Голлі Блек, Кассандра Клер                         | «Бронзовий ключ»                                              | «The Bronze Key»                                                     | —                                                                    |                                                             |                         |
| 2017 | Джей Крістофф, Емі Кауфман                         | «Близнюк»                                                     | «Gemina»                                                             | ?                                                                    |                                                             |                         |
| 2017 | Марія Дагвана Хідлі                                | «Гніздо»                                                      | «Aerie»                                                              | —                                                                    |                                                             |                         |
| 2017 | Анна-Марі Маклемор                                 | «Коли Місяць був нашим»                                       | «When the Moon Was Ours»                                             | —                                                                    |                                                             |                         |
| 2017 | Рене Агдіє                                         | «Троянда та кинджал»                                          | «The Rose and the Dagger»                                            | —                                                                    |                                                             |                         |
| 2017 | Ерін Боу                                           | «Лебедині вершники»                                           | «The Swan Riders»                                                    | —                                                                    |                                                             |                         |
| 2017 | Ліндсі Рібар                                       | «Каміння впаде — усі помруть»                                 | «Rocks Fall Everyone Dies»                                           | —                                                                    |                                                             |                         |
| 2017 | Кендар Блейк                                       | «Три темні корони»                                            | «Three Dark Crowns»                                                  | —                                                                    |                                                             |                         |
| 2017 | Кірстен Вайт                                       | «І я темнішаю»                                                | «And I Darken»                                                       | —                                                                    |                                                             |                         |
| 2018 |                                                    | Ннеді Окорафор                                                | «Воїн Аката»                                                         | «Akata Warrior»                                                      | —                                                           | Viking                  |
| 2018 | Філіп Пуллман                                      | «Книга пороху: Прекрасна Дикунка»                             | «The Book of Dust: La Belle Sauvage»                                 | «Книга пороху: Чарівна дикунка»                                      | Knopf; Fickling UK, Nebo BookLab Publishing                 |                         |
| 2018 | Паоло Бачигалупі                                   | «Інструмент війни»                                            | «Tool of War»                                                        | —                                                                    |                                                             |                         |
| 2018 | Пол Корнелл                                        | «Крейда»                                                      | «Chalk»                                                              | —                                                                    |                                                             |                         |
| 2018 | Сара Різ Бреннан                                   | «В інших країнах»                                             | «In Other Lands»                                                     | —                                                                    |                                                             |                         |
| 2018 | Кейт Елліотт                                       | «Поховане серце»                                              | «Buried Heart»                                                       | —                                                                    |                                                             |                         |
| 2018 | Даніель Хосе Олдер                                 | «Падіння будинку тіней»                                       | «Shadowhouse Fall»                                                   | —                                                                    |                                                             |                         |
| 2018 | Стефані Бергіс                                     | «Дракон з шоколадним серцем»                                  | «The Dragon with a Chocolate Heart»                                  | —                                                                    |                                                             |                         |
| 2018 | Френсіс Гардінг                                    | «Повна шкіра тіней»                                           | «A Skinful of Shadows»                                               | —                                                                    |                                                             |                         |
| 2018 | Гарт Нікс                                          | «Frogkisser!»                                                 | «Frogkisser!»                                                        | —                                                                    |                                                             |                         |
| 2019 |                                                    | Джастіна Айленд                                               | «Жахлива нація»                                                      | «Dread Nation»                                                       | —                                                           | Balzer + Bray           |
| 2019 | Голлі Блек                                         | «Жорстокий принц»                                             | «The Cruel Prince»                                                   | «Жорстокий принц»                                                    | Little Brown; Hot Key, Vivat                                |                         |
| 2019 | Джейн Йолен                                        | «Картографування кісток»                                      | «Mapping the Bones»                                                  | —                                                                    | Philomel                                                    |                         |
| 2019 | Рейчел Гартман                                     | «Дороги Тесс»                                                 | «Tess of the Road»                                                   | —                                                                    | Random House                                                |                         |
| 2019 | Фонда Лі                                           | «Перехресний вогонь»                                          | «Cross Fire»                                                         | —                                                                    | Scholastic                                                  |                         |
| 2019 | Крістофер Барзак                                   | «Зникле місце»                                                | «The Gone Away Place»                                                | —                                                                    | Knopf                                                       |                         |
| 2019 | Доніель Клейтон                                    | «Красуні»                                                     | «The Belles»                                                         | —                                                                    | Freeform; Gollancz                                          |                         |
| 2019 | Шері Пріст і Тара О'Коннор                         | «Будинок агонії»                                              | «The Agony House»                                                    | —                                                                    | Levine                                                      |                         |
| 2019 | Джон Шоффсталь                                     | «Напіввідьма»                                                 | «Half-Witch»                                                         | —                                                                    | Big Mouth House                                             |                         |
| 2019 | Скотт Вестерфельд                                  | «Самозванці»                                                  | «Impostors»                                                          | —                                                                    | Scholastic                                                  |                         |
| 2020 |                                                    | Юн Ха Лі                                                      | «Перлина дракона»                                                    | «Dragon Pearl»                                                       | —                                                           | Disney Hyperion         |
| 2020 | Наомі Кріцер                                       | «Ловля сома на CatNet»                                        | «Catfishing on CatNet»                                               | —                                                                    | TorTeen                                                     |                         |
| 2020 | Аластер Рейнольдс                                  | «Тіньовий капітан»                                            | «Shadow Captain»                                                     | —                                                                    | Orbit; Gollancz                                             |                         |
| 2020 | Голлі Блек                                         | «Злий король»                                                 | «The Wicked King»                                                    | «Лихий король»                                                       | Little Brown; Hot Key, Vivat                                |                         |
| 2020 | Філіп Пулман                                       | «Книга пороху: Таємна Співдружність»                          | «The Book of Dust: The Secret Commonwealth»                          | «Книга пилу. Таємна спільнота»                                       | Knopf; Penguin UK & David Fickling, Nebo BookLab Publishing |                         |
| 2020 | Точі Онєбучі                                       | «Дівчата війни»                                               | «War Girls»                                                          | —                                                                    | Razorbill                                                   |                         |
| 2020 | Гарт Нікс                                          | «Янглол-маг»                                                  | «Angel Mage»                                                         | —                                                                    | Katherine Tegen; Allen & Unwin; Gollancz                    |                         |
| 2020 | Сем Дж. Міллер                                     | «Знищити всіх монстрів»                                       | «Destroy All Monsters»                                               | —                                                                    | Harper Teen                                                 |                         |
| 2020 | Лі Бардуго                                         | «Король шрамів»                                               | «King of Scars»                                                      | «Король шрамів»                                                      | Imprint; Orion, Vivat                                       |                         |
| 2020 | Акваеке Емезі                                      | «Домашня тварина»                                             | «Pet»                                                                | —                                                                    | Made Me a World; Faber & Faber                              |                         |
| 2021 |                                                    | Урсула Вернон (під псевдонімом Т. Кінгфішер)                  | «Посібник мага із захисної випічки»                                  | «A Wizard's Guide to Defensive Baking»                               | —                                                           | Argyll                  |
| 2021 | Ребекка Роангорс                                   | «Гонка до Сонця»                                              | «Race to the Sun»                                                    | —                                                                    | Rick Riordan Presents                                       |                         |
| 2021 | Трейсі Деонн                                       | «Legendborn»                                                  | «Legendborn»                                                         | —                                                                    | McElderry; Simon & Schuster UK                              |                         |
| 2021 | Джефф Вандермеєр                                   | «Особлива небезпека»                                          | «A Peculiar Peril»                                                   | —                                                                    | Farrar Straus and Giroux                                    |                         |
| 2021 | А. Дебора Бейкер                                   | «Над стіною Вудворда»                                         | «Over the Woodward Wall»                                             | —                                                                    | Tordotcom                                                   |                         |
| 2021 | Бетані С. Морроу                                   | «Пісня під водою»                                             | «A Song Below Water»                                                 | —                                                                    | Tor Teen                                                    |                         |
| 2021 | Рошані Чокші                                       | «Посріблені змії»                                             | «The Silvered Serpents»                                              | —                                                                    | Wednesday                                                   |                         |
| 2021 | Джастіна Айленд                                    | «Безсмертний розрив»                                          | «Deathless Divide»                                                   | —                                                                    | Balzer + Bray; Titan                                        |                         |
| 2021 | Ханна Ебігейл Кларк                                |                                                               | «The Scapegracers»                                                   | —                                                                    | Erewhon                                                     |                         |
| 2021 | Даніель Хосе Олдер                                 |                                                               | «Shadowshaper Legacy»                                                | —                                                                    | Scholastic                                                  |                         |
| 2022 |                                                    | Чарлі Джейн Андерс                                            | «Перемоги більші за смерть»                                          | «Victories Greater Than Death»                                       | —                                                           | Tor Teen; Titan         |
| 2022 | Наомі Кріцер                                       | «Хаос на CatNet»                                              | «Chaos on CatNet»                                                    | —                                                                    | Tor Teen                                                    |                         |
| 2022 | Сіран Джей Чжао                                    | «Залізна вдова»                                               | «Iron Widow»                                                         | «Залізна вдова»                                                      | Penguin Teen; Rock the Boat, Vivat                          |                         |
| 2022 | Дарсі Літтл Беджер                                 | «Змія падає на землю»                                         | «A Snake Falls to Earth»                                             | —                                                                    | Levine Querido                                              |                         |
| 2022 | Джордан Іфуеко                                     | «Відкупитель»                                                 | «Redemptor»                                                          | —                                                                    | Amulet; Hot Key                                             |                         |
| 2022 | Гарт Нікс                                          | «Терсіель і Елінор»                                           | «Terciel & Elinor»                                                   | —                                                                    | Allen & Unwin; Tegen; Hot Key                               |                         |
| 2022 | Наміна Форна                                       | «Позолочені»                                                  | «The Gilded Ones»                                                    | —                                                                    | Delacorte; Usborne                                          |                         |
| 2022 | Калин Байрон                                       | «Це отруйне серце»                                            | «This Poison Heart»                                                  | —                                                                    | Bloomsbury; Bloomsbury USA                                  |                         |
| 2022 | Сара Голлоувелл                                    | «Темний і беззоряний ліс»                                     | «A Dark and Starless Forest»                                         | —                                                                    | Clarion                                                     |                         |
| 2022 | Акемі Доун Боумен                                  | «Нескінченні суди»                                            | «The Infinity Courts»                                                | —                                                                    | Simon Pulse                                                 |                         |
| 2023 |                                                    | Чарлі Джейн Андерс                                            | «Мрії, більші за розбите серце»                                      | «Dreams Bigger Than Heartbreak»                                      | —                                                           | Tor Teen; Titan UK      |
| 2023 | Трейсі Деонн                                       | «Відмічені кров'ю»                                            | «Bloodmarked»                                                        | —                                                                    | McElderry; Simon & Schuster UK                              |                         |
| 2023 | Акваеке Емезі                                      | «Гіркий»                                                      | «Bitter»                                                             | —                                                                    | Knopf; Faber & Faber                                        |                         |
| 2023 | Френсіс Гардінґ                                    | «Розгадувач»                                                  | «Unraveller»                                                         | —                                                                    | Macmillan; Amulet 1/23                                      |                         |
| 2023 | Даніель Хосе Олдер                                 | «Балада і кинджал»                                            | «Ballad & Dagger»                                                    | —                                                                    | Hyperion                                                    |                         |
| 2023 | Джастіна Айленд                                    | «Іржа в корені»                                               | «Rust in the Root»                                                   | —                                                                    | Balzer + Bray                                               |                         |
| 2023 | Г. А. Кларк                                        | «Дочки Скрейча»                                               | «The Scratch Daughters»                                              | —                                                                    | Erewhom                                                     |                         |
| 2023 | Емілі X. Р. Пан                                    | «Стріла до місяця»                                            | «An Arrow to the Moon»                                               | —                                                                    | Little Brown; Orion                                         |                         |
| 2023 | Анна-Марі Маклемор                                 | «Озерові легенди»                                             | «Lakelore»                                                           | —                                                                    | Feiwel and Friends                                          |                         |
| 2023 | Алехія Доу                                         | «Родичі»                                                      | «The Kindred»                                                        | —                                                                    | Inkyard                                                     |                         |
| 2024 |                                                    | Чарлі Джейн Андерс                                            | «Обіцянки сильніші за темряву»                                       | «Promises Stronger Than Darkness»                                    | —                                                           | Tor Teen; Titan UK      |
| 2024 | Гарт Нікс                                          | «Зловісні книготорговці Бата»                                 | «The Sinister Booksellers of Bath»                                   | —                                                                    | Tegen; Gollancz                                             |                         |
| 2024 | Алая Доун Джонсон                                  | «Бібліотека розбитих світів»                                  | «The Library of Broken Worlds»                                       | —                                                                    | Scholastic; Magpie UK                                       |                         |
| 2024 | Мегі Токуда-Холл                                   | «Сирена, пісня і шпигун»                                      | «The Siren, the Song, and the Spy»                                   | —                                                                    | Candlewick                                                  |                         |
| 2024 | Ендрю Джозеф Уайт                                  | «Дух оголює зуби»                                             | «The Spirit Bares Its Teeth»                                         | —                                                                    | Peachtree Teen                                              |                         |
| 2024 | Алекс Браун                                        | «Прокляну, якщо ти це зробиш»                                 | «Damned If You Do»                                                   | —                                                                    | Page Street                                                 |                         |
| 2024 | Ребекка Росс                                       | «Божественні суперники»                                       | «Divine Rivals»                                                      | —                                                                    | Wednesday; Magpie UK                                        |                         |
| 2024 | Лотарингія Авіла                                   | «Створення Іоланди ла Бруха»                                  | «The Making of Yolanda la Bruja»                                     | —                                                                    | Levine Querido                                              |                         |
| 2024 | Марк Оширо                                         | «У Світло»                                                    | «Into the Light»                                                     | —                                                                    | Tor Teen                                                    |                         |
| 2024 | Алехія Доу                                         | «Пісня спасіння»                                              | «A Song of Salvation»                                                | —                                                                    | Inkyard                                                     |                         |